# The Serpent & the Sphere
The Serpent & the Sphere peti je i konačni studijski album američkog metal sastava Agalloch. Album je 13. svibnja 2014. godine objavila diskografska kuća Profound Lore Records.

## O albumu
Na albumu se nalaze pjesme engleskih i latinskih naslova te sve pjesme latinskih imena u sebi sadrže riječ "zmija".

## Popis pjesama
| 1.    | »Birth and Death of the Pillars of Creation«                      | 10:30 |
| 2.    | »(Serpens Caput)« (Zmijska glava, instrumental)                   | 3:08  |
| 3.    | »The Astral Dialogue«                                             | 5:13  |
| 4.    | »Dark Matter Gods«                                                | 8:38  |
| 5.    | »Celestial Effigy«                                                | 6:59  |
| 6.    | »Cor Serpentis (The Sphere)« (Zmijsko srce (Sfera), instrumental) | 3:00  |
| 7.    | »Vales Beyond Dimension«                                          | 6:50  |
| 8.    | »Plateau of the Ages«                                             | 12:28 |
| 9.    | »(Serpens Cauda)« (Zmijski rep, instrumental)                     | 3:12  |
| 59:58 |                                                                   |       |

## Recenzije
Album je zadobio uglavnom pozitivne kritike. Michael Toland iz The Austin Chroniclea komentirao je kako je album "jednom nogom u nježnom progresivnom folku dok je drugom u hladnom black metalu" te da se na njemu nalaze "najljepše, najukletije akustične teksture i najžešći, najgrublji urlici". Kim Kelly sa stranice Spin izjavila je kako je "blackened zvuk sastava puno više naglašeniji nego ikad", pritom opisujući produkciju kao "besprijekornu: Agalloch nikad nije zvučao tako bogato, tako potpuno".

## Zasluge
| Agalloch - John Haughm – vokali, gitara, bubnjevi, dizajn - Don Anderson – prateći vokali, klavijature, gitara - Jason William Walton – bas-gitara - Aesop Dekker – bubnjevi, udaraljke | Dodatni glazbenici - Nathanaël Larochette – klasična gitara (na pjesmama 2, 6 i 9) - Billy Anderson – klavir (na pjesmi 8), prateći vokali (na pjesmi 1), produkcija, snimanje, miksanje Ostalo osoblje - Justin Weis – mastering - Veleda Thorsson – fotografija |